# Giuliano de' Medici, duca di Nemours
Giuliano di Lorenzo de' Medici (Firenze, 12 marzo 1479 – Firenze, 17 marzo 1516), decimogenito e quinto e ultimo maschio di Lorenzo de' Medici e di Clarice Orsini, fu duca di Nemours dal 1515, signore di Firenze dal 1513 e capitano generale della Chiesa dal 29 giugno 1515 alla morte.
Giuliano, dopo la seconda cacciata dei Medici da Firenze (1494-1512), durante il suo esilio frequentò illustri artisti, letterati e cortigiani, da Ludovico Ariosto e Raffaello Sanzio a Ottaviano Fregoso, da Ludovico di Canossa a Bernardo Dovizi da Bibbiena, fino a Baldassarre Castiglione, che fece di lui uno dei personaggi del Cortegiano, e a Pietro Bembo, che nelle Prose della volgar lingua gli attribuisce il ruolo di paladino del modello del «buon parlare» fiorentino.
Fu inoltre un grande mecenate, creando una variegata corte di artisti e letterati, talora assai giovani o di modesto valore e talora di notevole grandezza, come l’architetto fra Giovanni Giocondo e il geniale Leonardo da Vinci, che preparò un progetto di regolamentazione idrica delle paludi Pontine.

## Biografia

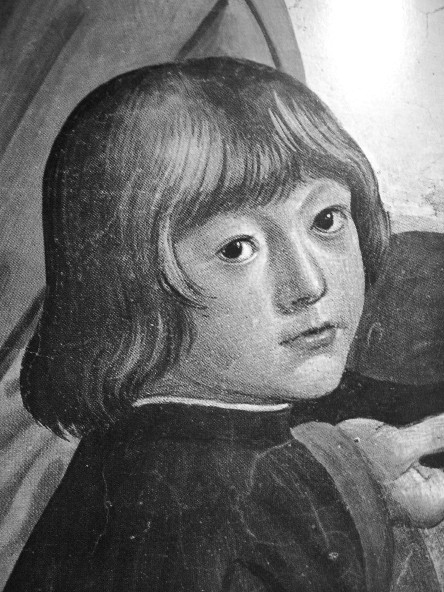
Giuliano de' Medici bambino, di Domenico Ghirlandaio.

Era uno dei tre figli maschi di Lorenzo il Magnifico, con Piero e Giovanni, e fu nominato dal Re di Francia duca di Nemours nel 1515, per intercessione del fratello Giovanni divenuto nel frattempo papa con il nome di Leone X.
Ricevette un'educazione di alto profilo dai precettori predisposti dal padre, tra i quali ci fu Agnolo Poliziano.
Dopo la morte del padre suo fratello maggiore Piero fu per un breve periodo signore di Firenze, prima di venire cacciato per la sua condotta servile verso l'invasore Carlo VIII di Francia e che gli valse il soprannome di Fatuo (1494).
In quell'occasione Giuliano fu mandato in esilio come il resto della famiglia e si rifugiò in un primo momento a Venezia. Dopo che la Lega Santa ebbe cacciato i francesi dall'Italia, i Medici vennero reinsediati a Firenze, dove Giuliano fu di fatto signore della città facendo le veci del secondo fratello maggiore, cardinale Giovanni (1512).
Con l'elezione al soglio pontificio del fratello Giovanni (che divenne papa Leone X l'11 marzo 1513), le sue sorti cambiarono, ed egli ricevette numerosi onori e incarichi prestigiosi. Grazie infatti all'imperturbabile nepotismo di Leone, lui e il nipote Lorenzo ottennero riconoscimenti e investiture che culminarono nei primi due titoli nobiliari ricevuti dalla casata dei Medici: a Giuliano fu conferito il titolo di Duca di Nemours nel 1515, per gli importanti servigi resi alla corte del re di Francia Luigi XII, anche se non ricevette mai l'investitura ufficiale da parte del Re per via della sua prematura scomparsa.
Inoltre ricevette anche i seguenti titoli: Vicario di Soragna e nobile romano dal 1513, Governatore perpetuo di Parma, Piacenza, Reggio Emilia e Modena, e Capitano Generale di Santa Romana Chiesa, sempre nello stesso anno.

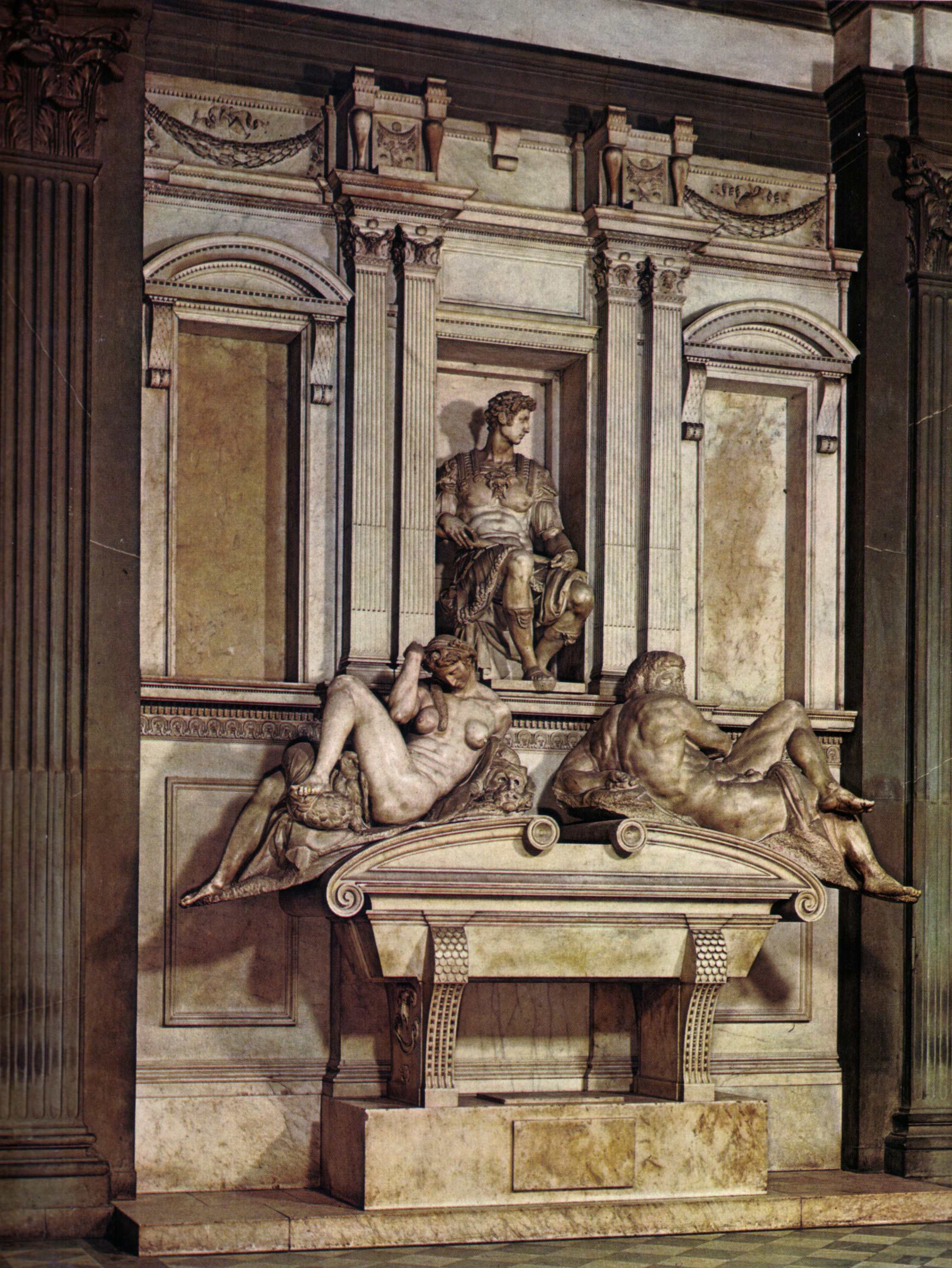
Tomba di Giuliano de' Medici duca di Nemours.

Quando il Re di Francia e il Papa iniziavano a prospettare per lui il trono del Regno di Napoli, lo colse prematuramente la morte, alla quale seguì poco tempo dopo anche quella di suo nipote Lorenzo, con grande costernazione del Papa che molto si era speso per la carriera dei suoi due rampolli.

## Nell'arte
Di lui rimangono alcuni ritratti, il più importante dei quali è quello di Raffaello Sanzio dove compare davanti a un tendaggio che lascia vedere una veduta di Castel Sant'Angelo.
La sua tomba fu commissionata a Michelangelo per la Sacrestia Nuova della basilica di San Lorenzo a Firenze, con le allegorie del Giorno e la Notte, e la sua statua che lo ritrae vestito come un condottiero romano. E a chi faceva notare a Michelangelo la differenza tra le fattezze del ritratto e quelle reali di Giuliano, lo scultore rispondeva che nei secoli la memoria di Giuliano si sarebbe presto persa, mentre tutti avrebbero ricordato quelle della sua statua.

## Nella letteratura
- A Giuliano de' Medici era inizialmente dedicato Il Principe.

- A Giuliano de' Medici era dedicato il Trattato di Aritmetica di Filippo Calandri.

- Egli è anche uno dei personaggi che dialogano nelle Prose della volgar lingua di Pietro Bembo (1525) e nel Cortegiano di Baldassarre Castiglione (1528).

## Discendenza
Sposò Filiberta di Savoia nel 1515 alla corte di Francia, ma non ne ebbe figli.
Da una tal Pacifica Brandani di Urbino ebbe un figlio illegittimo:
- Ippolito (1511 – 1535), che fu il suo unico discendente e che divenne cardinale.[3]

## Ascendenza
|                     |             |                            | Genitori              |  |  | Nonni |  |  | Bisnonni          |  |  | Trisnonni           |  |
|                     |             |                            |                       |  |  |       |  |  | Cosimo de' Medici |  |  | Giovanni de' Medici |  |
|                     |             |                            |                       |  |  |       |  |  | Cosimo de' Medici |  |  | Giovanni de' Medici |  |
|                     |             | Piccarda Bueri             |                       |  |  |       |  |  | Cosimo de' Medici |  |  |                     |  |
| Piero de' Medici    |             |                            |                       |  |  |       |  |  | Cosimo de' Medici |  |  |                     |  |
|                     |             | Contessina de' Bardi       | Alessandro de' Bardi  |  |  |       |  |  |                   |  |  |                     |  |
|                     |             | Contessina de' Bardi       | Alessandro de' Bardi  |  |  |       |  |  |                   |  |  |                     |  |
|                     |             | Contessina de' Bardi       | Emilia Pannocchieschi |  |  |       |  |  |                   |  |  |                     |  |
| Lorenzo de' Medici  |             | Contessina de' Bardi       |                       |  |  |       |  |  |                   |  |  |                     |  |
|                     |             | Francesco Tornabuoni       | Simone Tornabuoni     |  |  |       |  |  |                   |  |  |                     |  |
|                     |             | Francesco Tornabuoni       | Simone Tornabuoni     |  |  |       |  |  |                   |  |  |                     |  |
|                     |             | Francesco Tornabuoni       | ?                     |  |  |       |  |  |                   |  |  |                     |  |
| Lucrezia Tornabuoni |             | Francesco Tornabuoni       |                       |  |  |       |  |  |                   |  |  |                     |  |
|                     |             | Selvaggia degli Alessandri | Maso degli Alessandri |  |  |       |  |  |                   |  |  |                     |  |
|                     |             | Selvaggia degli Alessandri | Maso degli Alessandri |  |  |       |  |  |                   |  |  |                     |  |
|                     |             | Selvaggia degli Alessandri | Nana Cavalcanti       |  |  |       |  |  |                   |  |  |                     |  |
| Giuliano de' Medici |             | Selvaggia degli Alessandri |                       |  |  |       |  |  |                   |  |  |                     |  |
|                     | Orso Orsini | Francesco Orsini           |                       |  |  |       |  |  |                   |  |  |                     |  |
|                     | Orso Orsini | Francesco Orsini           |                       |  |  |       |  |  |                   |  |  |                     |  |
|                     | Orso Orsini | Costanza Annibaldeschi     |                       |  |  |       |  |  |                   |  |  |                     |  |
| Jacopo Orsini       | Orso Orsini |                            |                       |  |  |       |  |  |                   |  |  |                     |  |
|                     |             | Lucrezia Conti             | Ildebrandino Conti    |  |  |       |  |  |                   |  |  |                     |  |
|                     |             | Lucrezia Conti             | Ildebrandino Conti    |  |  |       |  |  |                   |  |  |                     |  |
|                     |             | Lucrezia Conti             | Caterina di Sangro    |  |  |       |  |  |                   |  |  |                     |  |
| Clarice Orsini      |             | Lucrezia Conti             |                       |  |  |       |  |  |                   |  |  |                     |  |
|                     |             | Carlo Orsini               | Giovanni Orsini       |  |  |       |  |  |                   |  |  |                     |  |
|                     |             | Carlo Orsini               | Giovanni Orsini       |  |  |       |  |  |                   |  |  |                     |  |
|                     |             | Carlo Orsini               | Bartolomea Spinelli   |  |  |       |  |  |                   |  |  |                     |  |
| Maddalena Orsini    |             | Carlo Orsini               |                       |  |  |       |  |  |                   |  |  |                     |  |
|                     |             | Paola Orsini               | Giacomo Orsini        |  |  |       |  |  |                   |  |  |                     |  |
|                     |             | Paola Orsini               | Giacomo Orsini        |  |  |       |  |  |                   |  |  |                     |  |
|                     |             | Paola Orsini               | Isabella Marzano      |  |  |       |  |  |                   |  |  |                     |  |
|                     |             | Paola Orsini               |                       |  |  |       |  |  |                   |  |  |                     |  |